# Phyllanthus sootepensis
Phyllanthus sootepensis är en emblikaväxtart som beskrevs av William Grant Craib. Phyllanthus sootepensis ingår i släktet Phyllanthus och familjen emblikaväxter. Inga underarter finns listade i Catalogue of Life.